# Lieutenance de Honfleur
La lieutenance de Honfleur est un ancien bâtiment, affecté au logement du lieutenant du roi, qui se dresse sur le territoire de la commune française de Honfleur, dans le département du Calvados, en région Normandie. L'édifice est classé aux monuments historiques

## Localisation
Le bâtiment est situé près du Vieux bassin, sur la commune de Honfleur, dans le département français du Calvados.

## Historique
Dernier vestige des fortifications de Honfleur, le bâtiment était le logement du lieutenant du roi. Il a été édifié à l'emplacement de la Porte de Caen, reconstruite au XVIe siècle, flanquée de deux tours rondes.
Sous le Révolution, elle fut une prison pour des religieuses d'Orbec qui avaient refusé de prêter serment au nouveau régime
.

## Protection
Le bâtiment dit la Lieutenance est classé au titre des monuments historiques par arrêté du 14 juin 1909.